# Голборн
Голборн (англ. Golborne) — місто в столичному районі Віган у Великому Манчестері, Англія. Він розташований за 8,7 км., на південний південний схід від Вігана, за 9,8 км., на північний схід від Воррінгтона та за 22,2 км., на захід від міста Манчестер. У поєднанні з селом Лоутон воно має населення 24,169.
У межах історичного графства Ланкашир Голборн здебільшого завдячує своїм зростанням гірничодобувній та текстильній промисловості. Також була значна сільськогосподарська діяльність, і багато ферм все ще належать родинам, які спочатку ними володіли.

## Історія
Поселення в Голборні існувало принаймні з часів книги Страшного суду. До правління Генріха III маєток утримувався двома частинами: половиною лордів Лоутона, половиною Голборнів, а пізніше різними родинами, включаючи Флітвудів і Легів.
Стара садиба Голборн стояла на північній стороні села, давши свою назву громадському дому на Черч-стріт (тепер зруйнований). Садиба та її землі простягалися аж до церкви Святого Луки в Лоутоні, а також дали назву Манор-авеню та Манор-Корт.